# 4140 Branham
A 4140 Branham (ideiglenes jelöléssel 1976 VA) a Naprendszer kisbolygóövében található aszteroida. A Félix Aguilar Obszervatórium fedezte fel 1976. november 11-én.